# كريستوفر بوكهولز
كريستوفر بوكهولز (بالألمانية: Christopher Buchholz)‏ هو كاتب سيناريو ومخرج وممثل ألماني وأمريكي، ولد في 4 فبراير 1962 بلوس أنجلوس في الولايات المتحدة.

## وصلات خارجية
- كريستوفر بوكهولز على موقع IMDb (الإنجليزية)
- كريستوفر بوكهولز على موقع قاعدة بيانات الأفلام العربية
- كريستوفر بوكهولز على موقع ألو سيني (الفرنسية)
- كريستوفر بوكهولز على موقع أول موفي (الإنجليزية)
- كريستوفر بوكهولز على موقع قاعدة بيانات الأفلام السويدية (السويدية)
- كريستوفر بوكهولز على موقع قاعدة بيانات الفيلم (الإنجليزية)
- كريستوفر بوكهولز على موقع كينوبويسك (الروسية)